# لبرویر (بلژیک)
شهر لبرویر (به فرانسوی: La Bruyère) در شهرستان نمور  در استان نمور  در منطقه فدرال والوون در کشور بلژیک واقع شده‌است.